# Kälkholmen
Kälkholmen is een Zweeds schiereiland behorend tot de Lule-archipel. Het voormalige eiland Kälkholmen is door een aantal zandbanken die droog kwamen te liggen inmiddels verbonden aan het vasteland, hier bestaande uit het ook weer voormalige eiland Hertsön. Over deze landtong loopt een weg naar het centrum van het eiland. Zandpaden lopen naar de huizen langs de kust. 
Het eiland dankt zijn naam aan zijn vroegere vorm; een kaakbeen (kaiki). In het verleden werd het eiland ook Kyrkholmen genoemd, hier kwamen kerkgangers van de nabijgelegen eilanden aan wal om verder te trekken naar de kerk op Hertsön.